# 1087 Arabis
Arabis (asteróide 1087) é um asteróide da cintura principal com um diâmetro de 31,75 quilómetros, a 2,7263667 UA. Possui uma excentricidade de 0,0953399 e um período orbital de 1 910,92 dias (5,23 anos).
Arabis tem uma velocidade orbital média de 17,15707798 km/s e uma inclinação de 10,0704º.
Esse asteróide foi descoberto em 2 de Setembro de 1927 por Karl Reinmuth.